# L'Île-Bouchard
L'Île-Bouchard je naselje in občina v osrednjem francoskem departmaju Indre-et-Loire regije Center. Leta 2009 je naselje imelo 1.754 prebivalcev.

## Geografija
Kraj leži v pokrajini Anjou znotraj naravnega regijskega parka Loire-Anjou-Touraine ob reki Vienne, 43 km jugozahodno od Toursa.

## Uprava
L'Île-Bouchard je sedež istoimenskega kantona, v katerega so poleg njegove vključene še občine Anché, Avon-les-Roches, Brizay, Chezelles, Cravant-les-Côteaux, Crissay-sur-Manse, Crouzilles, Panzoult, Parçay-sur-Vienne, Rilly-sur-Vienne, Sazilly, Tavant, Theneuil in Trogues s 7.244 prebivalci.
Kanton L'Île-Bouchard je sestavni del okrožja Chinon.

## Zgodovina
Občina je nastala leta 1832 z združitvijo do tedaj samostojnih občin Saint-Gilles-de-l'Île-Bouchard in Saint-Maurice-de-l'Île-Bouchard.

## Zanimivosti
- priorstvo sv. Leonarda iz 11. stoletja,
- cerkev sv. Mavricija,
- Marijino svetišče, Saint-Gilles,
- Od 8. do 14. decembra 1947 je bil kraj prizorišče prikazanj Device Marije in nadangela Gabriela, katerim so bile priče štiri deklice v starosti od 7 do 12 let[3]. Kraj je bil razglašen za uradno romarsko središče škofije Tours 8. decembra 2001[4], od leta 1999 skrbijo za romarje duhovniki in drugo osebje iz Skupnosti Emanuel.